# Mil·lenni I
El mil·lenni i després de Crist, o de l'Era Comuna, va abastar els anys des de l'1 fins al 1000.
A l'Euràsia Occidental (Europa i Pròxim Orient), el primer mil·lenni va ser una època de transició des de l'Antiguitat Clàssica a l'edat mitjana. El segle I va assolir el pic de l'Imperi Romà, seguit del seu gradual declivi durant el període de l'antiguitat tardana, l'ascens del cristianisme i les invasions bàrbares. La segona meitat del mil·lenni es caracteritza per l'alta edat mitjana a Europa, i marcada per l'expansió vikinga a l'oest i l'ascens de l'Imperi Romà d'Orient a l'est.
L'islam es va expandir ràpidament des d'Aràbia fins a l'Àsia occidental, l'Índia, el nord d'Àfrica i la península Ibèrica, i culmina en l'edat d'or de l'islam (entre la meitat del segle viii i la del segle xiii).
A l'Àsia oriental, el primer mil·lenni també fou una època de grans avenços culturals, especialment la propagació del budisme. A la Xina, la dinastia Han és substituïda per la Jin i posteriorment per la Tang. Fins al segle x veu renovada la fragmentació als períodes de les Cinc dinasties i Deu regnes. Al Japó, es va produir un fort augment de la població quan l'ús d'eines de ferro dels agricultors va augmentar la productivitat i el rendiment dels cultius. Es va establir el Període Yamato.
A Àsia del Sud, el subcontinent indi es va dividir entre nombrosos regnes al llarg del primer mil·lenni, fins a la formació de l'Imperi gupta.
A Mesoamèrica, el primer mil·lenni va ser un període d'enorme creixement conegut com a Període Clàssic (200–900). Teotihuacan va créixer fins a esdevenir una metròpoli i el seu imperi va dominar Mesoamèrica. A Amèrica del Sud, pre-Inca, les cultures moche i nazca van florir, produint impressionants fusteries i algunes de les terrisseries més fines del món antic.
A Amèrica del Nord, la Cultura del Mississipi es va aixecar a la fi del mil·lenni a les valls dels rius Mississipi i Ohio. Es van construir nombroses ciutats; Cahokia, la més gran, va ser la base per l'actual Illinois. La construcció del túmul del Monjo a Cahokia es va iniciar el 900–950.
A l'Àfrica subsahariana, l'expansió Bantu arriba a Àfrica del Sud cap al segle v. Al segle ix, el comerç àrab d'esclaus s'estén pel Sahara i el sud de la costa de l'oceà Índic.

## Esdeveniments
- Naixement del cristianisme a Palestina.
- Naixement del Mahayana a l'Àsia central.
- Naixement de l'islam a la Península Aràbiga.
- Desenvolupament i decadència de l'Imperi Romà.
- Creació i desenvolupament de l'Imperi Romà d'Orient.
- Origen del Feudalisme a Europa

## Personatges destacats
- Octavi August
- Jesucrist
- Sant Pau apòstol
- Teodosi I el Gran
- Ataülf
- Atila
- Mahoma
- Carlemany
- Abd-ar-Rahman III
- Eric el Roig
- Avicenna
- Silvestre II
- Ibn al-Hàytham
- Ar-Razí

## Invents i descobriments
- segle i: sismògraf, el primer dispositiu de mesura sismològic rudimentari, el "sismoscopi", inventat per un matemàtic i astrònom xinès, Zhang Heng.
- segle ii: cartografia, de Ptolemeu.
- segle iii: Liu Hui va realitzar una nova aproximació del nombre pi, més exacta. Diofant d'Alexandria va escriure el que es considera el primer tractat sistemàtic de l'àlgebra. Es van inventar les primeres ulleres. Un altre invent destacat és el "carro que sempre apunta al sud" xinès, una espècie de brúixola que ajudava a orientar-se en el mar per una figureta d'un genet pujat a un carro que assenyalava al sud.
- segle iv: s'introdueix el vaixell de paletes.[1] També daten d'aquest temps algunes de les referències a institucions hospitalàries més antigues. Es perfecciona l'àbac romà, que ajuda a fer els càlculs comptables.
- segle v: es va produir la invenció de l'estrep a la Xina, que permet dominar millor el cavall. També a territori xinès va escriure l'astrònom Zu Chongzhi, el qual amb els seus càlculs va permetre una millor predicció del moviment dels astres. A l'Índia es va publicar un llibre similar, l'Aryabhatiya. Els seus càlculs eren molt menys precisos però destaca per usar plenament el sistema decimal per primer cop. Es va crear també l'alfabet armeni.
- segle vi: a Pèrsia va néixer el backgammon (atribuït a Burzoe), un dels grans jocs de tauler d'estratègia. La primera menció del paper higiènic es va produir a la Xina a principis de segle. Entre els francs es va començar a usar l'arnès amb els cavalls. El cristianisme ortodox va iniciar nous experiments amb l'ús de la cúpula a les seves esglésies, i es va inventar la petxina (arquitectura) com a sistema de suport.
- segle vii: Brahmagupta fa les aportacions que donen inici a l'era de la matemàtica clàssica índia.[2] Destaquen les seves obres sobre com operar amb el zero, tractat com qualsevol altre nombre. En geometria, va encunyar l'anomenada fórmula de Brahmagupta i va fer aportacions rellevants en astronomia. Al Japó s'introdueix el kemari, un joc de pilota que es considera un dels avantpassats del futbol.
- Segle VIII: a la Xina, Yi Xing crea un rellotge astronòmic mecànic de gran precisió i es perfecciona la tècnica de la xilografia, inventada un segle abans. A Europa, es van produir diverses innovacions d'importància. En primer lloc, es va crear l'escriptura carolíngia, que estalviava temps de còpia i va contribuir a la difusió cultural entre monestirs. Després es va consolidar l'ús de ferradures de ferro per als cavalls, que els permetien córrer a més velocitat sense lesions, fet cabdal per a la guerra. Dins del camp cultural, es va inventar l'arpa triangular i, per acabar, en l'agricultura es va introduir una nova arada més pesant que permetia treballar millor la terra.
- Segle IX: Muhàmmad ibn Mussa al-Khwarazmí presenta una manera més senzilla de resoldre les equacions i compila el saber d'àlgebra medieval en un tractat d'àmplia difusió pel món àrab. Jàbir ibn Hayyan es considera el pare de la química,[3] ja que va descriure com es creaven diversos àcids de manera científica. Fora de l'àmbit islàmic, sens dubte el gran descobriment del segle és el de la pólvora,[4] fet a la Xina. D'aquest període daten les primeres ulleres modernes i la invenció probable del rascle, que va ajudar a desenvolupar l'agricultura.
- Segle X: Silvestre II va reintroduir l'ús de l'àbac a Europa amb aquest nou sistema de numeració. Zhang Sixun inventà una esfera armil·lar que funcionava amb mercuri líquid. Avicenna va començar a exercir la medicina, saber que posteriorment recopilaria en el seu Cànon. Contemporani seu és Ibn al-Hàytham, considerat el pare de l'òptica moderna pels seus avenços en aquest camp. Una altra figura destacada en el camp de la ciència és Ar-Razí, fundador de la pediatria com a disciplina.

## Calendaris
Dionís l'Exigu reforma el calendari i el fa començar amb el naixement de Crist. Tot i que probablement va errar en l'any històric del naixement de Jesús, aquesta convenció continua usant-se com a punt d'inflexió en la cronologia. L'Anno Domini va ser introduït com l'era triada en el Renaixement carolingi per Alcuí. El seu suport per l'emperador Carlemany i els seus successors van popularitzar el seu ús i es va difondre per tot l'Imperi Carolingi. Tot i que el seu ús estava generalitzat durant el segle ix, l'abans de Crist (o el seu equivalent) no va ser comú fins molt més tard.